# Maximiliano Gutiérrez
Maximiliano José Gutiérrez Jara (Chiguayante, 3 maggio 2004) è un calciatore cileno, difensore dell'Huachipato.

## Biografia
È fratello minore di Joaquín Gutiérrez, a sua volta calciatore professionista.

## Caratteristiche tecniche
È un terzino destro.

## Carriera

### Club
Gutiérrez è cresciuto nel settore giovanile dell'Huachipato, con cui ha debuttato il 19 agosto 2022 nell'incontro di Copa Chile vinto 1-0 contro il Coquimbo Unido. Nel 2024 è stato promosso definitivamente in prima squadra ed il 9 marzo ha segnato il suo primo gol in carriera contro il Cobresal.

### Nazionale
Nel 2022 ha giocato una partita con la maglia della nazionale cilena Under-20.

## Statistiche
Statistiche aggiornate al 15 agosto 2024.

### Presenze e reti nei club
| Stagione        | Squadra         | Campionato      | Campionato | Campionato | Coppe nazionali | Coppe nazionali | Coppe nazionali | Coppe continentali | Coppe continentali | Coppe continentali | Altre coppe | Altre coppe | Altre coppe | Totale | Totale | Totale |
| Stagione        | Squadra         | Comp            | Pres       | Reti       | Comp            | Pres            | Reti            | Comp               | Pres               | Reti               | Comp        | Pres        | Reti        | Pres   | Reti   |        |
| --------------- | --------------- | --------------- | ---------- | ---------- | --------------- | --------------- | --------------- | ------------------ | ------------------ | ------------------ | ----------- | ----------- | ----------- | ------ | ------ | ------ |
| 2022            | Huachipato      | A               | 1          | 0          | CC              | 5               | 0               |                    | -                  | -                  |             | -           | -           | 6      | 0      |        |
| 2023            | Huachipato      | A               | 0          | 0          | CC              | 1               | 0               |                    | -                  | -                  |             | -           | -           | 1      | 0      |        |
| 2024            | Huachipato      | A               | 16         | 2          | CC              | 0               | 0               | CL+CS              | 5+3                | 1+0                |             | -           | -           | 24     | 3      |        |
| Totale carriera | Totale carriera | Totale carriera | 16         | 2          |                 | 6               | 0               |                    | 8                  | 1                  |             | -           | -           | 30     | 3      |        |

## Palmarès

### Club

#### Competizioni nazionali
- Campionato cileno: 1

Huachipato: 2023